# Stonemans Raid van 1865

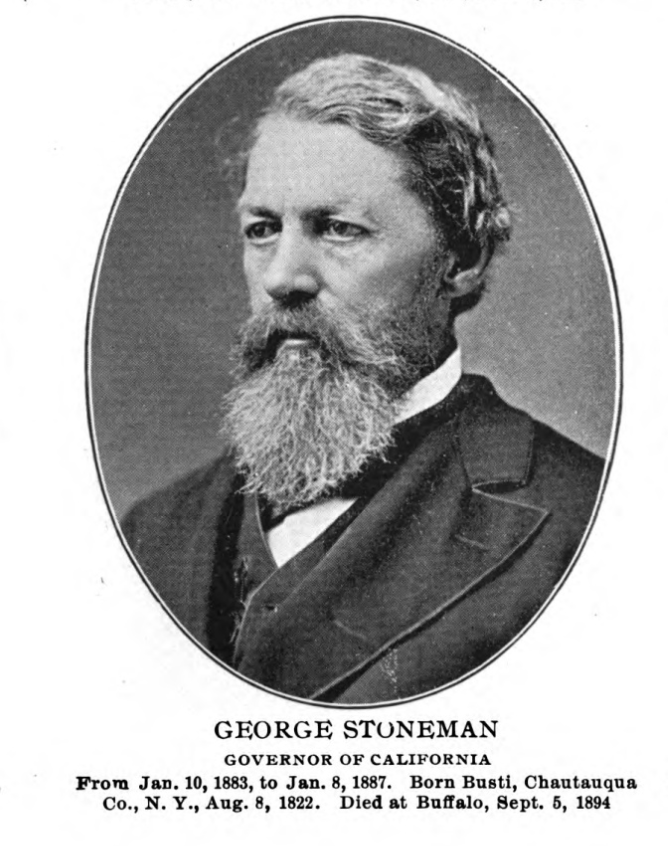
George Stoneman, later (1883-1887) gouverneur van Californië

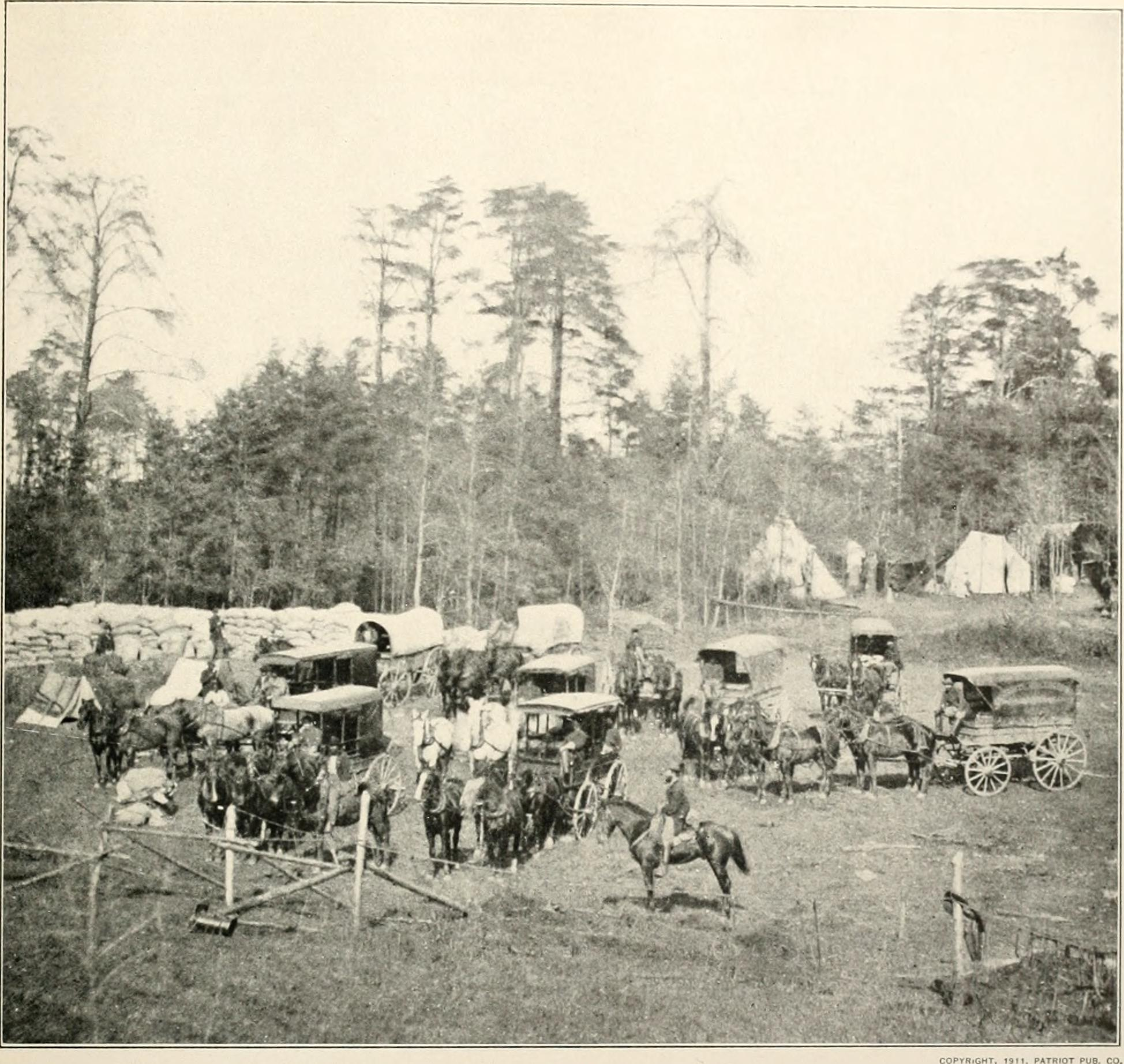
Zeven ambulances en twee kwartiermeesterwagens bij Brandy Station in mei 1864

Stonemans Raid van 1865, ook Stonemans Laatste Raid genoemd, was een inval in en rond het westen van North Carolina en het zuidwesten van Virginia, tijdens de laatste fase van de Amerikaanse Burgeroorlog, door de cavalerie van de Noordelijke Staten. Het doel ervan was het leger van Robert E. Lee zoveel mogelijk te hinderen in zijn bevoorrading vanuit het zuidwesten en ook bij hun eventuele aftocht uit Richmond. De daartoe gekozen middelen waren niet alleen het inmiddels bij beide partijen gebruikelijke vernielen van spoorwegen maar ook het aanvallen van burgerlijke doelen om zowel levering van materieel als het moreel van de bevolking te treffen. De tocht, door 4 à 6000 cavaleristen, duurde van 21 maart tot 27 april 1865 en ging over een afstand van duizend kilometer, daarbij werden zesduizend krijgsgevangenen gemaakt. 
Het was een diepe operatie avant la lettre. Historisch is de raid controversieel gebleven.
De militaire schade voor de Zuidelijke Staten was niet te overzien, het oorlogvoerend potentieel van het hele gebied werd vernietigd. Het was een voorbeeld van totale oorlog; het bracht de naam van Stoneman roem in het Noorden, al wordt hij ook daar zelden in de geschiedenis vermeld, en schande in het Zuiden.

## Plan en voorbereidingen
Nadat hij in oktober 1864 door een krijgsgevangenenruil (tegen brigadier-generaal Daniel Govan) was vrijgekomen werd George Stoneman (1822-1894) vervangend officier voor generaal John Schofield, bevelhebber van het Army of the Ohio. Zijn eerdere gevangenneming bij Clinton had hem de twijfelachtige faam opgeleverd de krijgsgevangene met de hoogste rang ooit in de burgeroorlog te zijn. Hij stelde nu voor een inval te doen in het zuidwesten van Virginia, gericht op het vernielen van de Virginia and Tennessee Railroad en vervolgens in North Carolina, gericht op Salisbury en zijn grote gevangenis, waar veel krijgsgevangenen werden vastgehouden. Hij kreeg eerst toestemming voor het eerste deel van zijn plan, wat leidde tot Stonemans Raid van 1864, waardoor hij zijn aanzien als cavalerieofficier kon herstellen en hoofd werd van het Union Army of East Tennessee.

In februari 1865 gaf opperbevelhebber Ulysses S. Grant via generaal Thomas toestemming voor het uitvoeren van het volgende deel van het plan. Stoneman kreeg nu de opdracht het oostelijke deel van de Virginia and Tennessee Railroad, en vooral het Cambria station in Christiansburg, te verwoesten, evenals de North Carolina Railroad en de lijn Danville - Greensboro; Robert E. Lee zou dan deze infrastructuur niet kunnen gebruiken voor de toen te voorziene terugtrekking van zijn leger vanuit Richmond en Petersburg. De opdracht vermeldde daarbij de ongewone specificatie dat Stoneman moest "verwoesten maar geen veldslagen leveren".

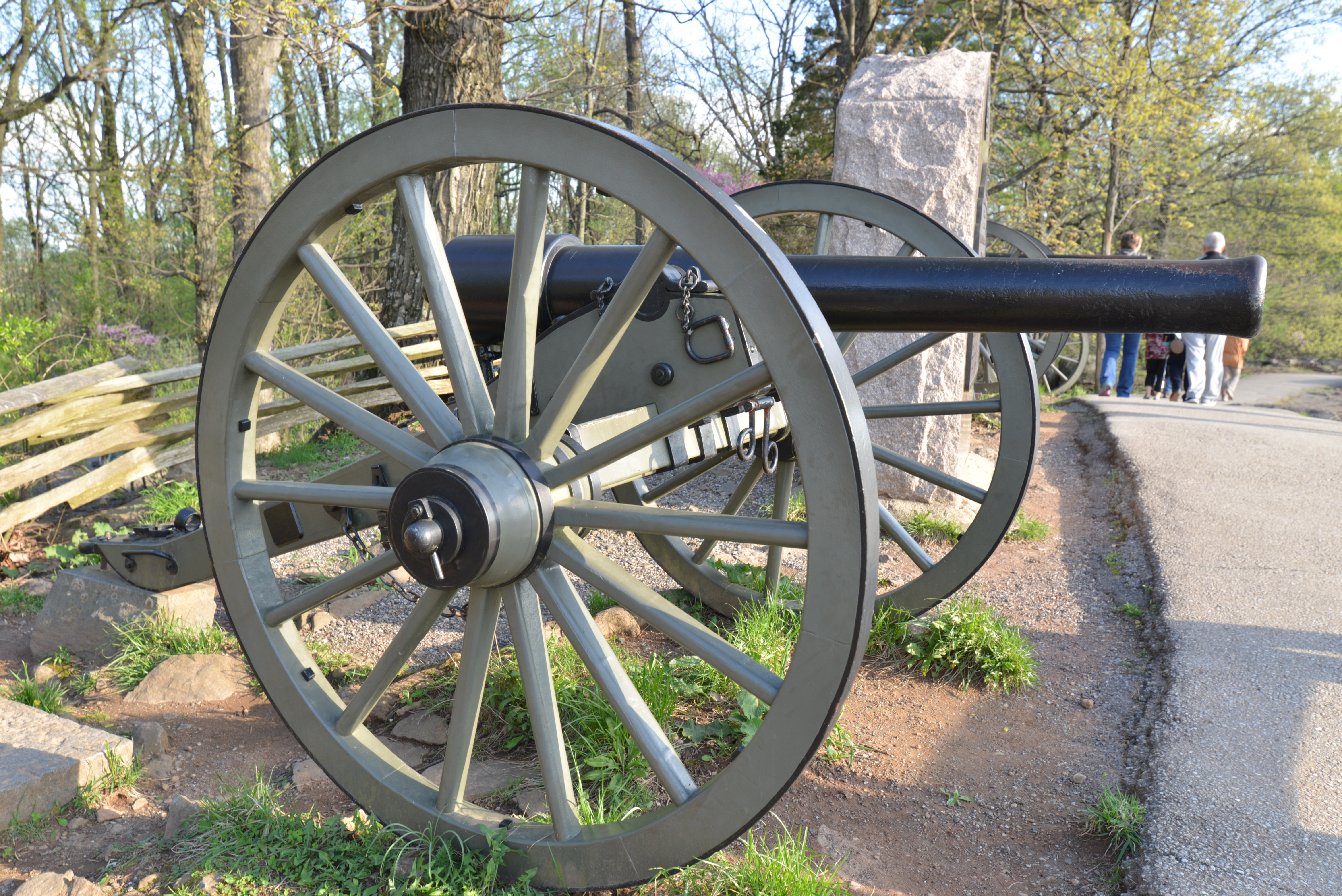
Een 10-ponds Parrott kanon in Gettysburg

Het kostte Stoneman moeite om voldoende paarden te vinden voor de negen beoogde regimenten, maar uiteindelijk kon hij deze eind maart verzamelen bij Mossy Creek in Tennessee. Per drie regimenten werd een brigade gevormd (met als bevelhebbers kolonel William J. Palmer, brigadegeneraal Simeon B. Brown en kolonel John K. Miller), daarnaast een artilleriebrigade  onder leiding van luitenant James M. Regan. Grant had intussen op 9 maart naar Thomas getelegrafeerd dat Stoneman genoeg zou hebben aan 1500 manschappen, aangezien er weinig tegenstand verwacht werd, maar deze laatste hield vast aan zijn oorspronkelijke streven naar het drie- of viervoudige daarvan. Bovendien werd hij, niet voor de eerste keer, toen ernstig gehinderd door aambeien. Bij de divisie hoorden ook tien ambulances, een kwartiermeesterswagen, vier Parrott kanonnen en hun munitiewagens. De tweede commandant na Stoneman was generaal Alvan Cullem Gillem. Aan het hoofd van de Zuidelijke troepen in het beoogde gebied stond generaal P.G.T. Beauregard. Deze ging ervan uit dat de gevangenis in Salisbury het doel van de tocht was en stuurde vooral versterkingen daarheen; maar toen hij vernam hoe ze verspreid over een groot gebied opereerden en ook industrie en opslagplaatsen aanvielen legde hij het zwaartepunt van de versterkingen meer op het spoorwegknooppunt Greensboro en op Danville, dat begin april even de nieuwe hoofdstad van de Geconfedereerden zou worden.
Tegelijk was generaal James H. Wilson op 20 maart, eveneens vanuit Tennessee, begonnen aan een gelijkaardige cavalerieraid door Alabama en Georgia, die tot 20 april zou duren. Dergelijke raids waren ook eerder uitgevoerd, bijvoorbeeld door de Geconfedereerde bevelhebbers John Hunt Morgan (medio 1863), Joseph Wheeler (begin oktober 1863) en Sterling Price (najaar 1864). En Stoneman had zelf inmiddels drie dergelijke raids op zijn naam staan: een in 1863 en twee in 1864 (waaronder de onfortuinlijke raid in Georgia).

## Raid

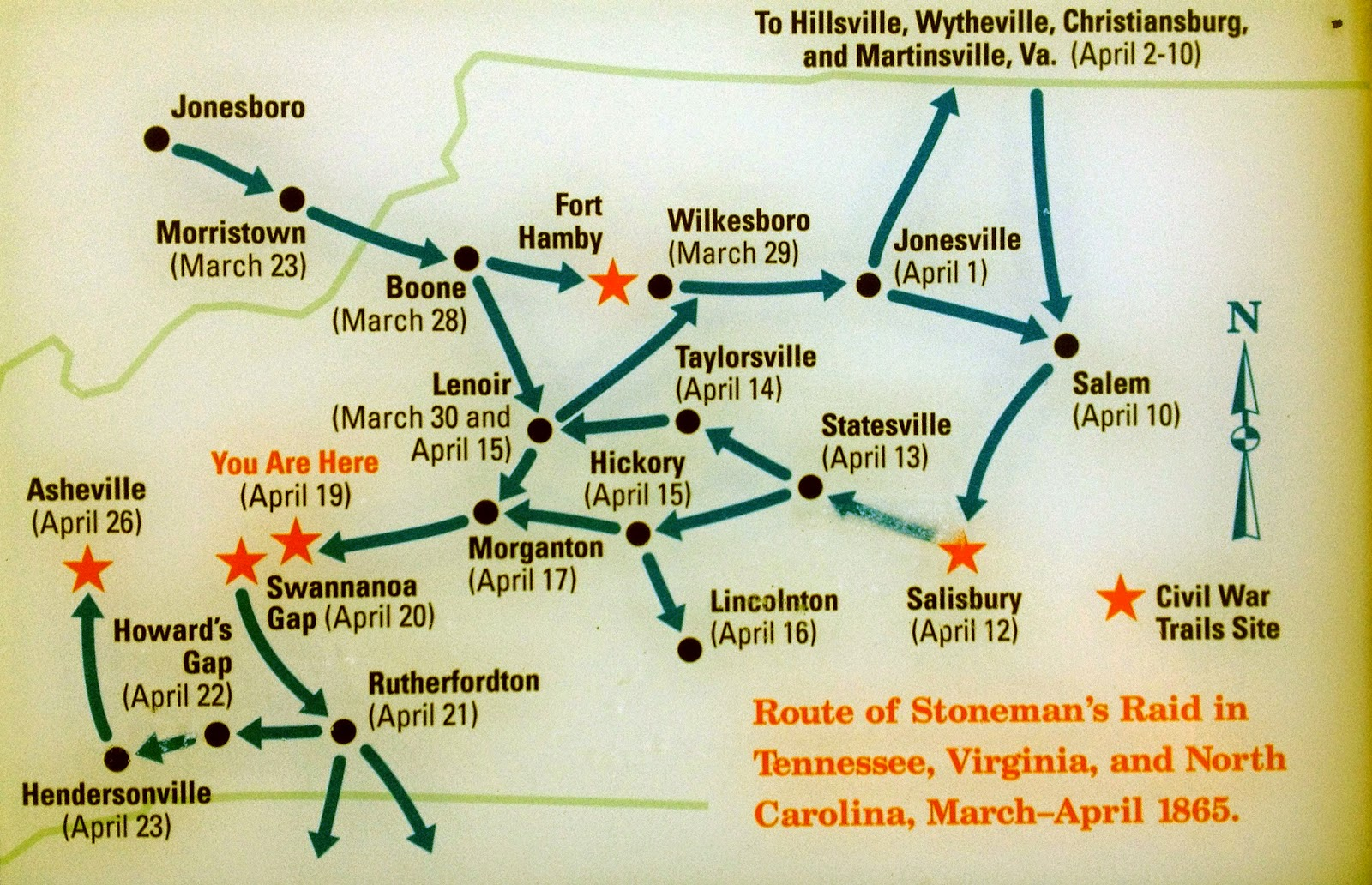
Stonemans Laatste Raid

### Door de Blue Ridge Mountains en naar Virginia
Ze vertrokken op 21 maart uit Knoxville; per soldaat was de toegestane bagage een overjas, proviand voor vijf dagen (ervan uitgaand dat, na een eenmalige aanvulling op 25 maart bij Jonesborough vanuit een achter hen aan komende trein, de verdere voedselvoorziening uit lokale bronnen zou komen), vier hoefijzers met bijbehorende nagels, en drieënzestig munitiepatronen. 

Passend bij een burgeroorlog bevonden er zich in hun rangen ook zogenaamde Home Yankees, mannen die uit de betreffende staten afkomstig waren, maar de kant van de Unie hadden gekozen, terwijl ook de bevolking in het beoogde gebied lang niet alleen uit tegenstanders bestond. Plunderingen en misdaden tijdens de raid gebeurden vooral door uit het zuiden afkomstige cavaleristen of door buren onderling die na vier jaar hun kans schoon zagen.

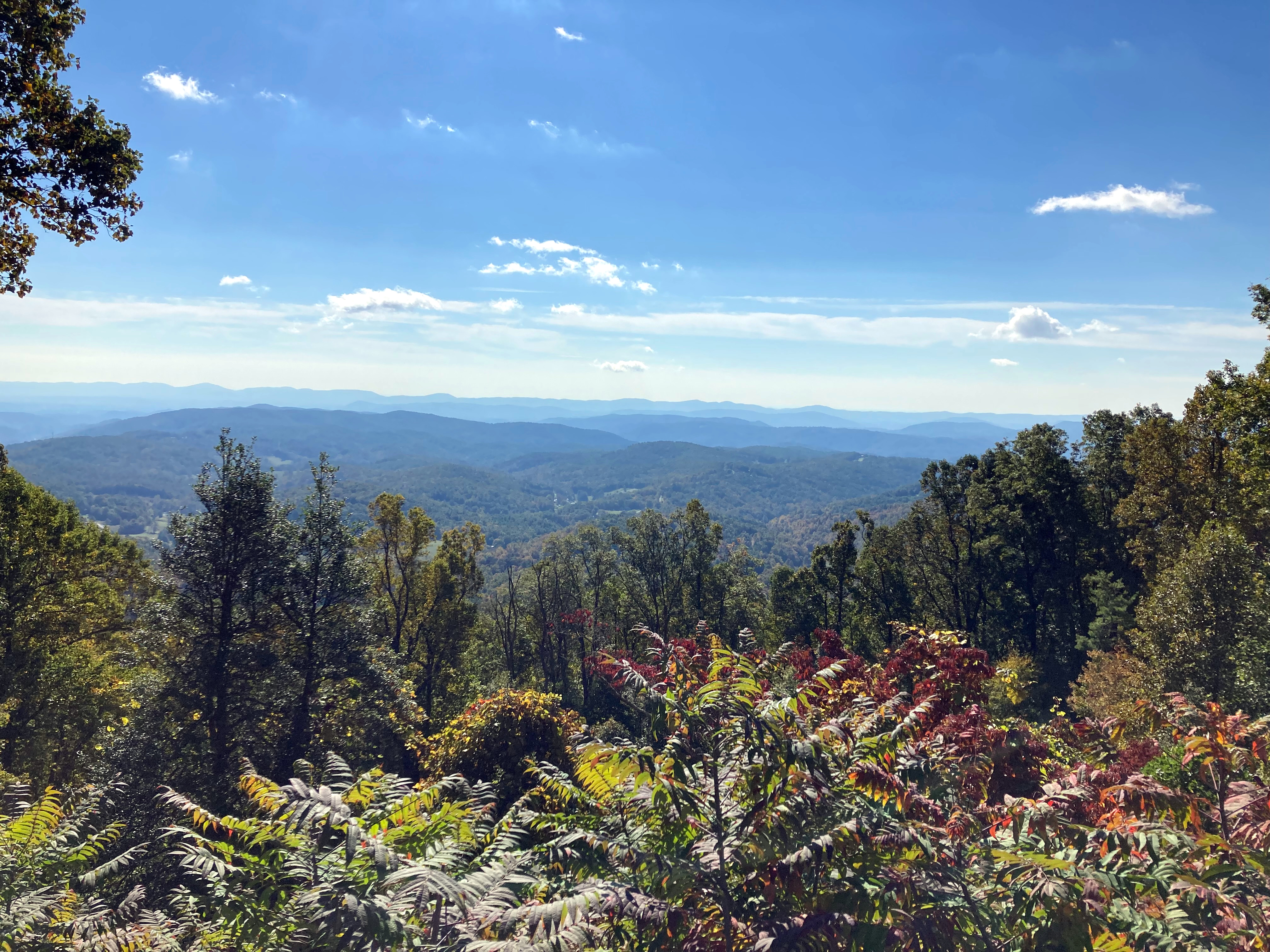
Uitzicht over de Blue Ridge Mountains in Deep Gap, Watauga County

Zo werden ze in de eerste plaats, Morristown, hartelijk en zelfs vrolijk ontvangen terwijl lokale bewoners hen bij het oversteken van de Blue Ridge Mountains (via Deep Gap) hielpen door de route 's nachts met vuren bij te lichten; maar in Boone dienden ze slag te leveren met de burgerwacht (Home Guard). Deze Home Guard hield zich in belangrijke mate bezig met het opsporen van dienstweigeraars en het terroriseren van hun families. Negen van hen werden er gedood, tientallen gevangen genomen, de gevangenis in brand gestoken en enkele huizen geplunderd.

Gillem werd door Stoneman op de vingers getikt omdat hij in Boone de administratie van het county had verbrand evenals vervolgens ook Patterson Mill, waar katoenproducten bewerkt werden voor het Geconfedeerdenleger (maar ooit ook wel voor dat van de Unie). Waar ze kwamen namen ze voedsel, paarden en muildieren in beslag. Voor het leger bruikbare voorraden die ze zelf niet meteen nodig hadden werden vernietigd. De bewoners verborgen veel dieren en voedsel in de bossen; maar de bergplaatsen werden dan weer vaak aangewezen door zwarten, die zich bevrijd voelden en waarvan er steeds meer met de raiders mee begonnen te trekken. Ook alle rijtuigen werden aanvankelijk in beslag genomen, zodat deze al gauw een karavaan van meer dan anderhalve kilometer vormden (met daartussen ook een postkoets, tot op het dak afgeladen met soldaten die al of niet voorwendden even niet te kunnen lopen of op een paard te kunnen zitten).

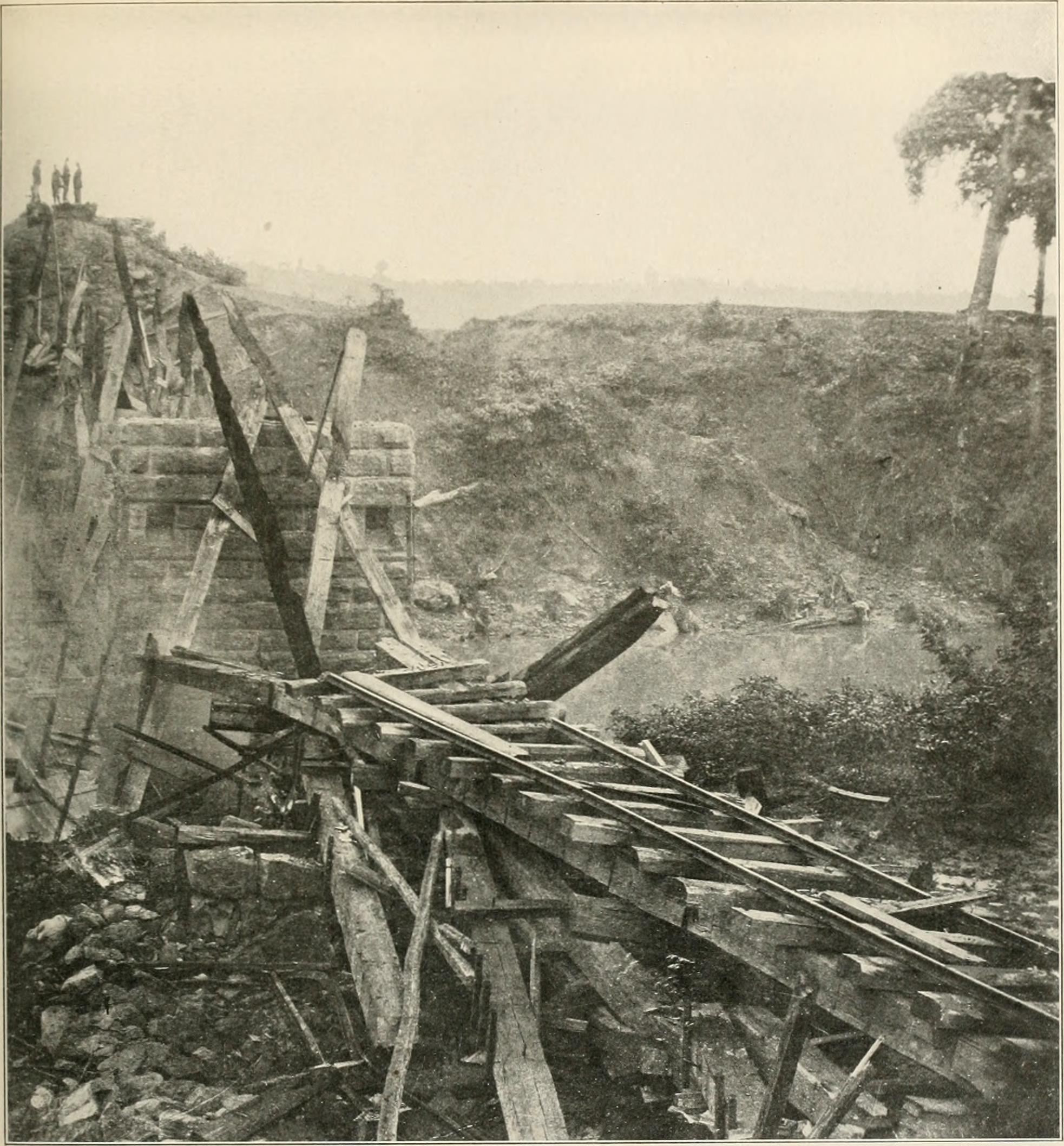
Vernielde spoorwegbrug tijdens de burgeroorlog

Stoneman splitste zijn leger in twee groepen, die langs verschillende routes richting Wilkesboro trokken. Hun geplande tocht naar Virginia werd drie dagen verhinderd door hevige regenval, die hen belette de Yadkin rivier over te steken terwijl een derde van het leger, de brigade onder Palmer, zich toen al aan de overkant bevond.
In plaats van, eenmaal de rivier overgestoken, deze verder oost- en vervolgens zuidwaarts te volgen naar Salisbury stuurde hij zijn troepen naar het noorden, Virginia in. Daarbij onderschepte hij een richting Christiansburg rijdende trein met zeventien wagons; deze werden verbrand terwijl de erin aanwezige paarden aan de eigen kwartiermeester werden overgedragen. Het was inmiddels 2 april, de dag waarop Robert E. Lee Richmond begon te verlaten met de bedoeling zich te hergroeperen met Johnstons troepen in het zuidwesten. Stoneman stuurde vijfhonderd ruiters naar Wytheville, die er spoorbruggen en voorraden vernielden, weliswaar ten koste van enkele tientallen gesneuvelden. Onderdelen van zijjn leger waaierden uit naar andere plaatsen en richtten gelijkaardige vernielingen aan rond Hillsville, Christiansburg (waar hij gedurende enkele dagen zijn hoofdkwartier had in Montague House) en het sterk verdedigde Lynchburg, dat tot op tien kilometer werd genaderd. In Christiansburg dwongen ze de telegrafist om allerlei informatie op te vragen in Lynchburg, pas na een half uur communiceren kreeg men daar argwaan.

Hun raid naar Salem gaf Lee, die gehoopt had zich richting Danville te verplaatsen maar aan het uitwijken was naar Lynchburg, de indruk dat ze een voorhoede waren van een ander leger.

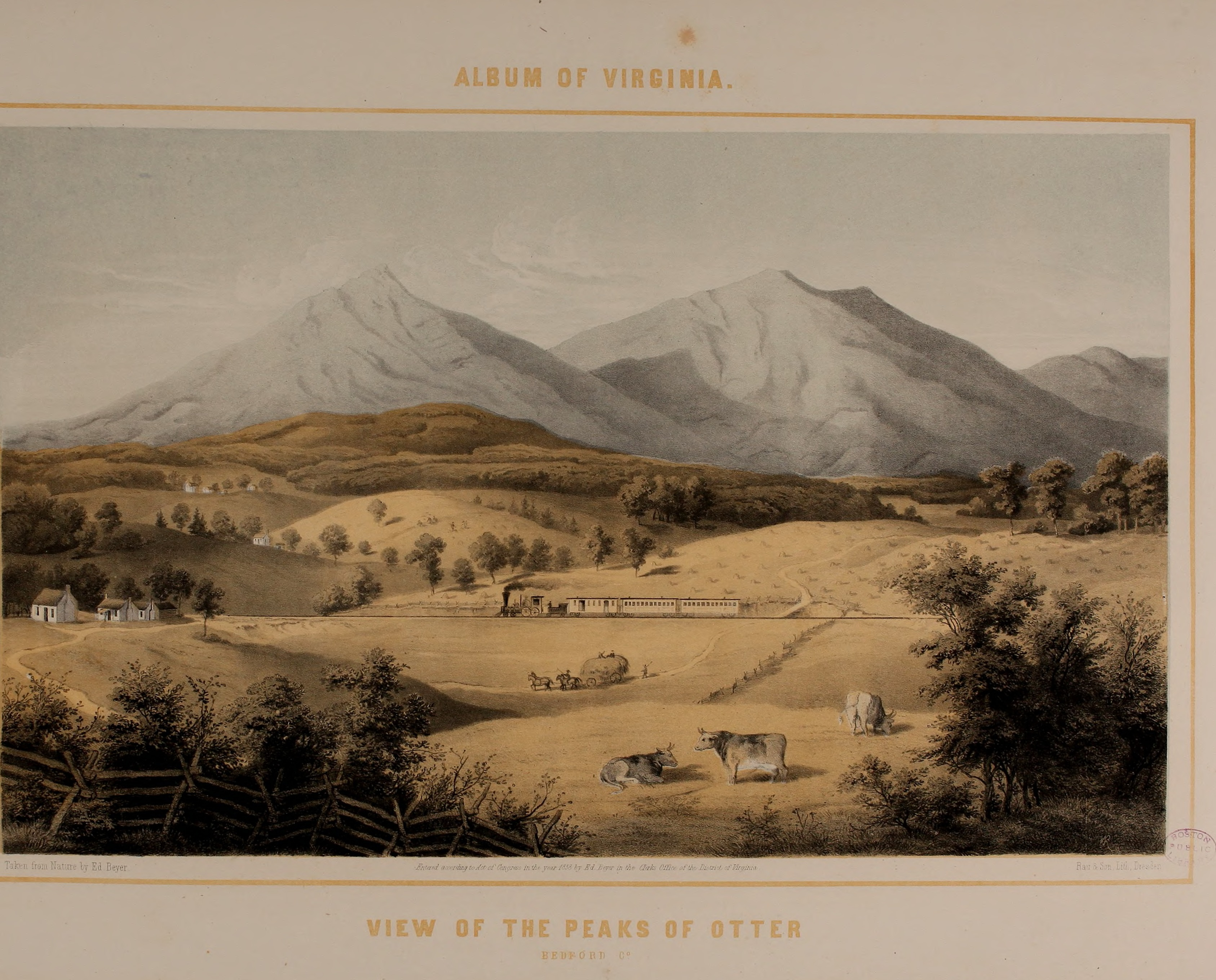
de Otter Peaks (1858) door Edward Beyer

Majoor Wagner, die op 7 april de opdracht had twee spoorbruggen bij de Otter Peaks over de gelijknamige rivier te vernielen, wachtte daarmee een hele dag in de hoop dat als gevolg van de val van Richmond de order ingetrokken zou worden en hij ze zou kunnen sparen, maar uiteindelijk gaf hij om elf uur 's avonds het bevel de houtstapels eronder in brand te steken. In enkele dagen in Virginia maakte Stonemans cavalerie er 240 kilometer spoorwegen van de Virginia and Tennessee Railroad onklaar.
Op 7 april begon Stoneman opnieuw richting North Carolina te trekken en verzamelde twee dagen later (op Palmzondag) iedereen bij Danbury. Hoewel Lee zich die dag bij Appomattox  overgaf aan Grant wilde Jefferson Davis het nog niet opgeven en zou het nog verschillende weken duren voor de oorlog definitief voorbij was.
Omdat de toenemende groep Afro-Amerikanen bij een eventueel treffen met de vijand een gevaar dreigde te gaan vormen voor de veiligheid van de troepen stuurde Stoneman hen onder begeleiding naar het oosten van Tennessee, waar ze voor een groot deel nog dienst zouden nemen in het 119th Regiment of the United States Colored Troops onder Charles Gratiot Bartlett.

Terwijl hij zelf richting Salisbury trok stuurde hij een divisie onder Palmer naar Salem; op een paar schoten na werd deze er vriendelijk ontvangen, bewoners hingen zelfs de vlag van de Union uit ( van 1863-1865 met 35 sterren en 13 strepen). Andere vernielingen dan aan de spoorwegen rond Salem, Winston en Greensboro lieten ze vrijwel achterwege, hun vernielingen aan de spoorwegen, bruggen en treinen rond de laatste plaats leidden tot troepenverplaatsingen vanuit Salisbury, met als gevolg dat Stoneman daar later de handen meer vrij zou hebben. Doordat met de spoorwegen ook de telegraaflijnen werden vernield konden ze op allerlei plaatsen vaak onverwacht opduiken.

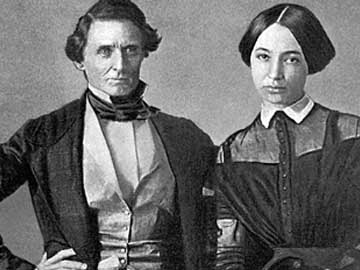
Jefferson Davis en zijn vrouw Varina Howell

Op de dag dat Lee zich overgaf begaven Jefferson Davis en zijn kabinet zich vanuit hun kortstondige nieuwe hoofdstad Danville naar Greensboro - waar de raiders hen zonder het te weten op een bepaald moment tot op enkele kilometers naderden. Palmer vernielde delen van de Piedmont Railway, met inbegrip van een belangrijke spoorwegbrug over Reedy Fork op 11 april: naderhand bleek dat een uur eerder Davis en de zijnen er overheen gevlucht waren, wat deze grinnikend deed opmerken: "Net mis is ook mis". De Zuidelijke generaals Beauregard en Johnston hadden er in de buurt in wagons op een zijspoor hun hoofdkwartier; toen Johnston een dag later Davis opzocht toonde deze nauwelijks belangstelling voor berichten over verliezen maar had het over gefantaseerde legers die hij een paar weken later weer paraat zou hebben.

### Salisbury en Slag bij Fort York
Zodra hij zijn plannen was beginnen te smeden vormde Salisbury een belangrijk doelwit voor Stoneman, vanwege het grote aantal krijgsgevangenen in de plaatselijke gevangenis en het feit dat de Geconfedereerden veel voorraden in het stadje hadden opgeslagen. Er was in 1863 een wapenfabriek gesticht en Salisbury werd steeds meer "het pakhuis van de Geconfedereerden", een militair distributiecentrum waar vanwege de oprukkende Sherman en Grant voorraden vanuit Raleigh en Richmond heen werden gebracht. Treintransporten waren arbeidsintensief en tijdrovend doordat de verschillende spoorbreedten in het zuidwesten meermaals overladen van de ene trein naar de andere vereisten, maar vervoer over de weg was nog veel moeilijker.

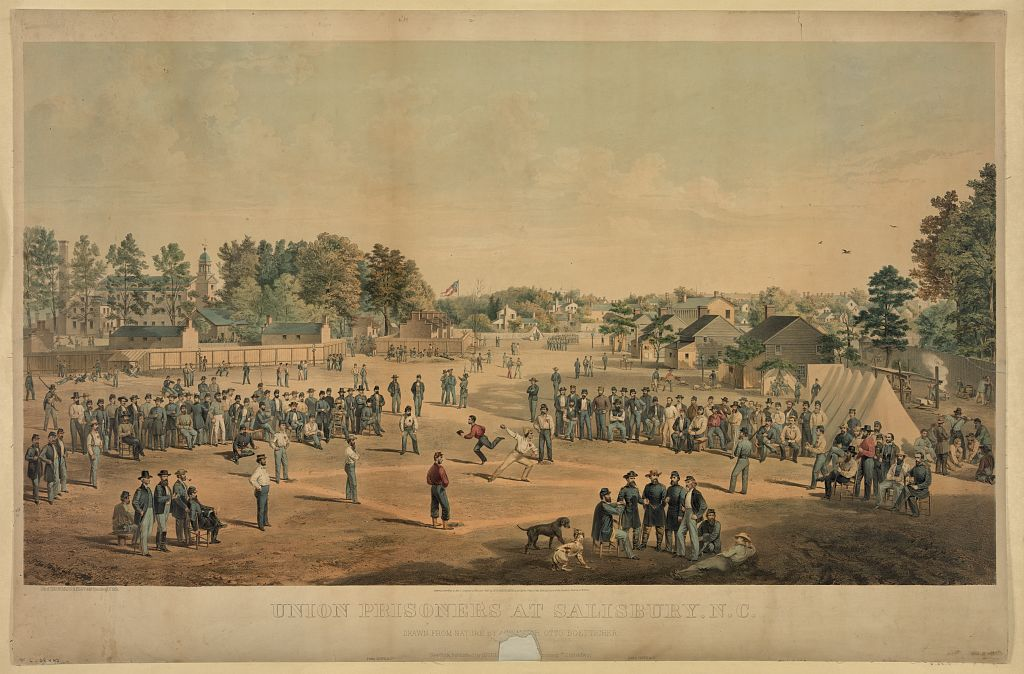
Unie krijgsgevangenen spelen honkbal in Salisbury (1863). Lithografie door Otto Boetticher, die er in 1862 gevangen zat

Aanvankelijk, toen er in het kader van het op 22 juli 1862 gesloten Dix-Hill Cartel nog uitwisselingen gebeurden, ervoeren de krijgsgevangenen het verblijf er als acceptabel. Maar naarmate de oorlog vorderde werden de omstandigheden  in dit en andere krijgsgevangenenkampen op den duur onbeschrijflijk, niet voor niets was de directeur van het kamp in Andersonville de enige persoon die na de oorlog als oorlogsmisdadiger geëxecuteerd werd. De extreme omstandigheden in de gevangenissen waren het gevolg van de weigering van de Zuidelijken om Afro-Amerikaanse krijgsgevangenen in een ruil te betrekken, aangezien ze deze als rechtenloos en waardeloos beschouwden ten opzichte van hun eigen soldaten. Hierdoor had Grant op 17 april 1864 een eerder besluit van Lincoln bekrachtigd om helemaal geen krijgsgevangenen meer uit te wisselen, met als gevolg dat de aantallen in de gevangenissen aan beide kanten snel toenamen. In maart 1862 waren er in Salisbury minder dan vijftienhonderd gevangenen, maar vooral in het najaar van 1864 groeide het aantal pijlsnel, tot uiteindelijk bijna tienduizend.

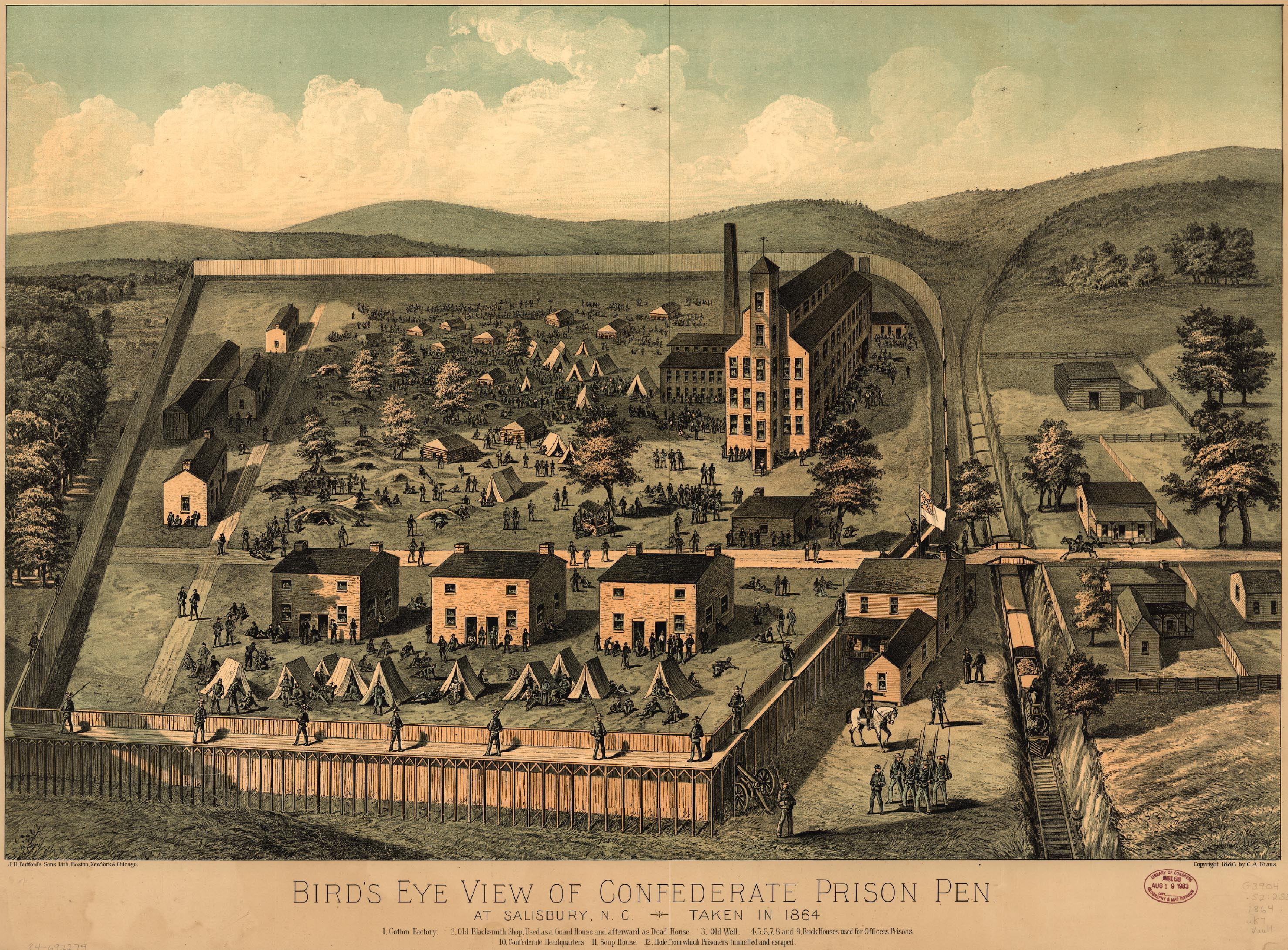
Gevangenis van Salisbury, NC, in 1864

Ondanks de enorme legervoorraden in Salisbury stierven veel gevangenen er door uithongering en ziekten. Een deel van hen moest per vijf in een kuil onder één deken slapen. Er verbleven niet alleen krijgsgevangenen, maar ook Zuidelijke deserteurs, verdachten van "spionage", weggelopen slaven en de gewone criminelen; dit leidde tot onderlinge gevechten en moorden evenals talrijke uitbraakpogingen. De meestal 12 à 16-jarige bewakers schoten iedereen dood die te dicht bij de deadline kwam. De doden werden elke ochtend op een kar verzameld en op een halve kilometer van de gevangenis in grote greppels begraven, waar er na de oorlog 12.000 werden geteld.

Stoneman was er echter totaal niet van op de hoogte dat, uit angst voor de met zijn Carolina's-veldtocht oprukkende Sherman, in februari alle gevangenen die niet te ziek waren vanuit Salisbury waren overgebracht naar Wilmington en Richmond, het kamp werd vanaf toen gebruikt als een belangrijke goederenopslagplaats. De laatste vijfhonderd gevangenen, overwegend zieken, werden net voor Stonemans komst overgebracht naar Charlotte. Het bevrijden van de gevangenen in Salisbury was een van de weinige doelstellingen die hij niet kon verwezenlijken.

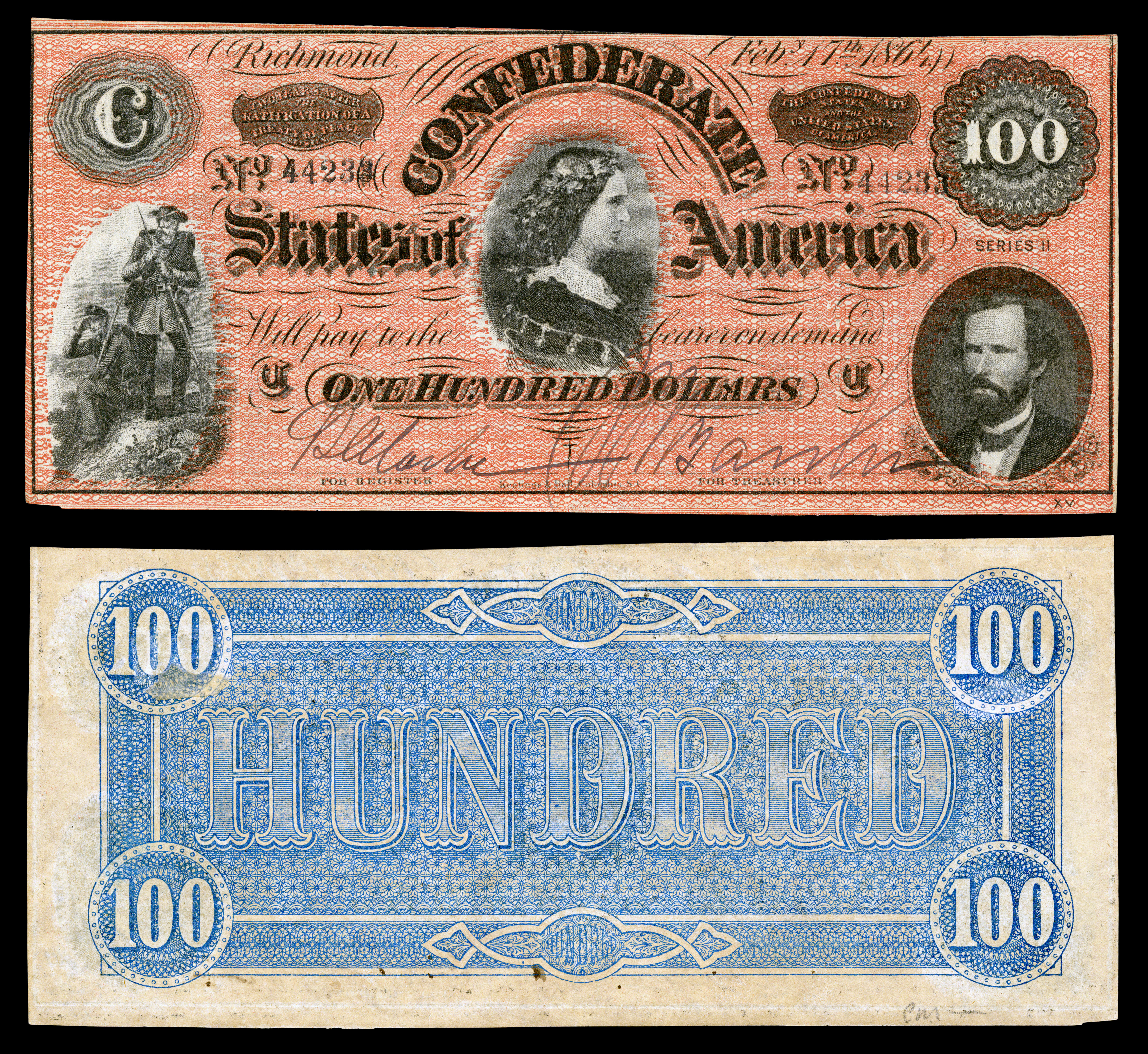
100 dollar biljet Geconfedereerden 1864

Rond de middag van 12 april kwam generaal Beauregard erachter dat Stoneman op het punt stond Salisbury binnen te vallen. Hij stuurde de naar Greensboro trekkende generaal Bradley Johnson meteen met duizend soldaten rechtsomkeert, doch wegens de verbroken spoorlijnen slaagde deze er niet in op tijd te komen. De verdediging van de stad stond onder het bevel van brigadier generaal William M. Gardner en luitenant kolonel John C. Pemberton en bestond voor een deel uit zogenaamde gegalvaniseerde Ieren, ex-gevangenen die vrij hadden kunnen komen door dienst te nemen in het leger. Maar bij het zien van de Unievlag liepen ze met gejuich over en lieten de artillerie onbemand.

De bewoners verwachtten grote verwoestingen in de trant van Shermans "totale oorlog", maar tot hun verbazing verbood Stoneman plunderingen (al hielden zijn mannen zich daar niet strikt aan) en beperkte hij zich tot het vernietigen van gebouwen en voorraden van de overheid en van de Western North Carolina Railroad - uiteraard in de eerste plaats de gevangenis. Gillem registreerde de enorme hoeveelheden die gedurende anderhalve dag in de straten van Salisbury werden opgestapeld en verbrand, onder andere 1 miljoen munitiepatronen, 25.000 Engelse dekens, 75.000 uniformen, ettelijke tonnen aan kruit, voedingswaren, leer en zout; en 15 miljoen aan Geconfedereerde bankbiljetten. De explosies werden tot veertig kilometer verder, in Statesville, waargenomen.

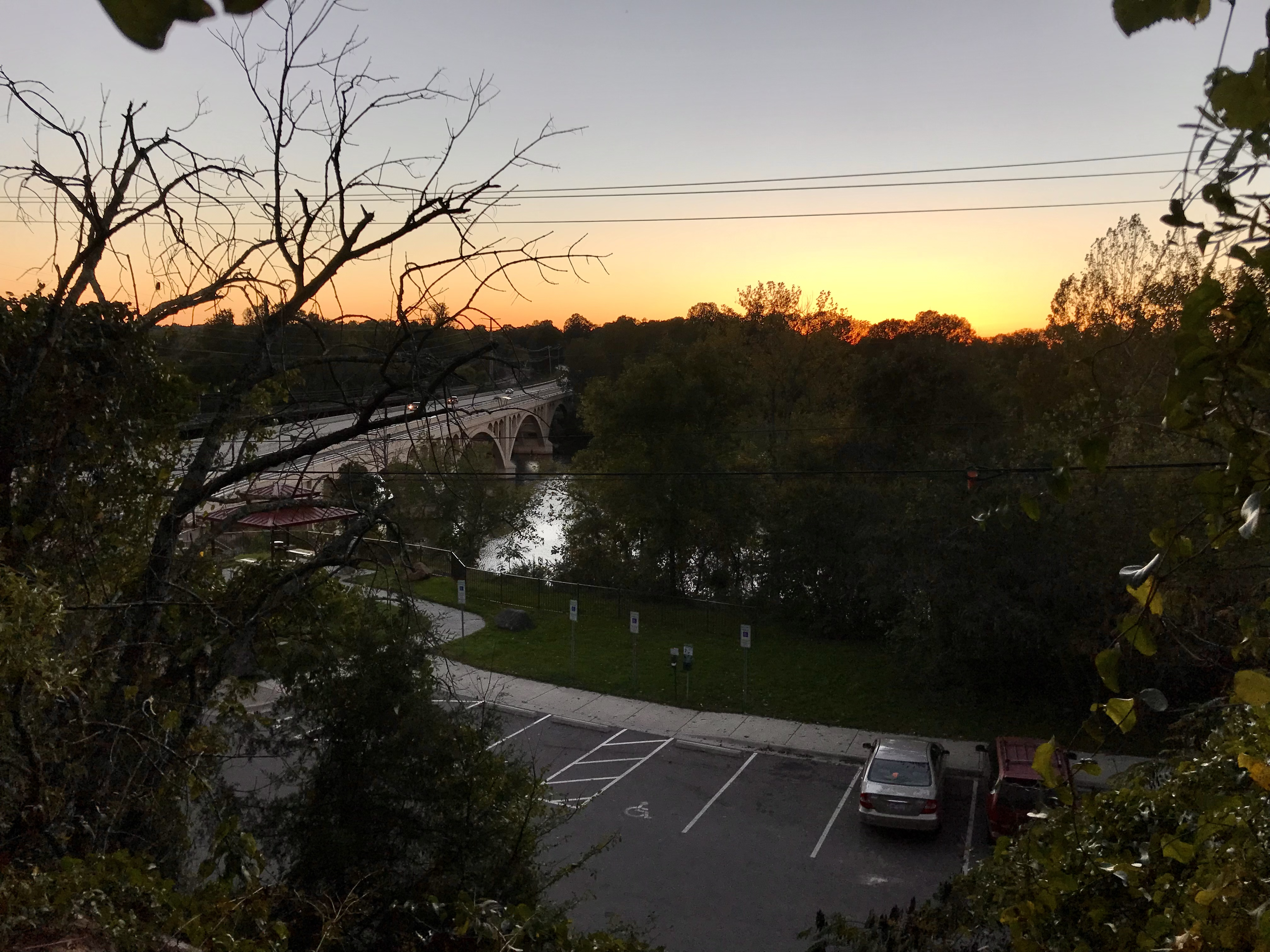
Huidige Wil-Cox brug (2021) over de Yadkin rivier, gezien vanuit de site van het voormalige Fort York

Dezelfde middag richtte Stoneman zijn aandacht ook op de houten spoorwegbrug over de Yadkinrivier, tien jaar eerder gebouwd voor de North Carolina Railroad. Aan de overkant was in de voorafgaande maanden door generaal Zebulon York op de hoge oever boven de brug een fort gebouwd om ze te beschermen en Beauregard had er in de laatste paar weken tot drie keer toe op aangedrongen dat er voldoende militairen heen moesten; bij de aankomst van de raiders waren er ongeveer duizend. Een ongeveer even groot deel van Stonemans troepen, onder leiding van kolonel Miller, probeerde de brug te bereiken om deze te vernietigen.
In de loop van de middag werd er hevig over en weer geschoten, Millers artillerie beschikte onder andere over de vier Parrott kanonnen en er werden ook nog net veroverde kanonnen vanuit Salisbury aangevoerd. Maar toen het donker werd gaven de raiders het op en keerden terug naar Salisbury - onderweg zoveel mogelijk de spoorweg slopend. Het was in North Carolina de laatste veldslag (ingevolge zijn opdracht gaf Stoneman het waarschijnlijk op deze uit te vechten) en de laatste overwinning van de Geconfedereerden.

### Asheville, de raid zonder Stoneman
De volgende dag, terwijl de branden in de straten van Salisbury nog woedden (en inwoners er voor zichzelf nog smeulende goederen uit probeerden te redden), werd Miller naar het zuiden gestuurd om de spoorweg naar Charlotte te vernielen terwijl Stoneman (in een rijtuig, vanwege zijn lichamelijke klachten) met de hoofdmacht Statesville binnentrok. Het mannelijk deel van de bevolking was met waardevolle goederen en levensmiddelen de bossen ingevlucht. 

Vernielingen betroffen ook nu weer vooral overheids- en spoorwegvoorzieningen, evenals het filiaal van de plaatselijke Iredell Express-krant. Ook hier beschouwden zwarten zich als bevrijd en trokken met de raiders mee; op deze manier de grondbezitters ertoe dwingen zelf handenarbeid te verrichten voor hun inkomsten was eveneens een oorlogstactiek van de Unie. De bevrijde Afro-Amerikanen gingen echter vaak een onzekere toekomst tegemoet en nogal eens raakten familieleden hierdoor elkaar kwijt. Statesville werd nog vier dagen bezet gehouden door Palmer en zijn soldaten. Na hun vertrek kwam cavalerie van de Geconfedereerden hun plaats innemen, waarbij dezen eveneens de tactiek van de verschroeide aarde dachten te moeten toepassen en voorraden van hun eigen bevolking verbrandden. Dit gebeurde met name in Hickory, waar troepen van majoor E. M. Todd grote voorraden katoen, mais en tarwe verbrandden, evenals honderdveertig vaten whiskey.

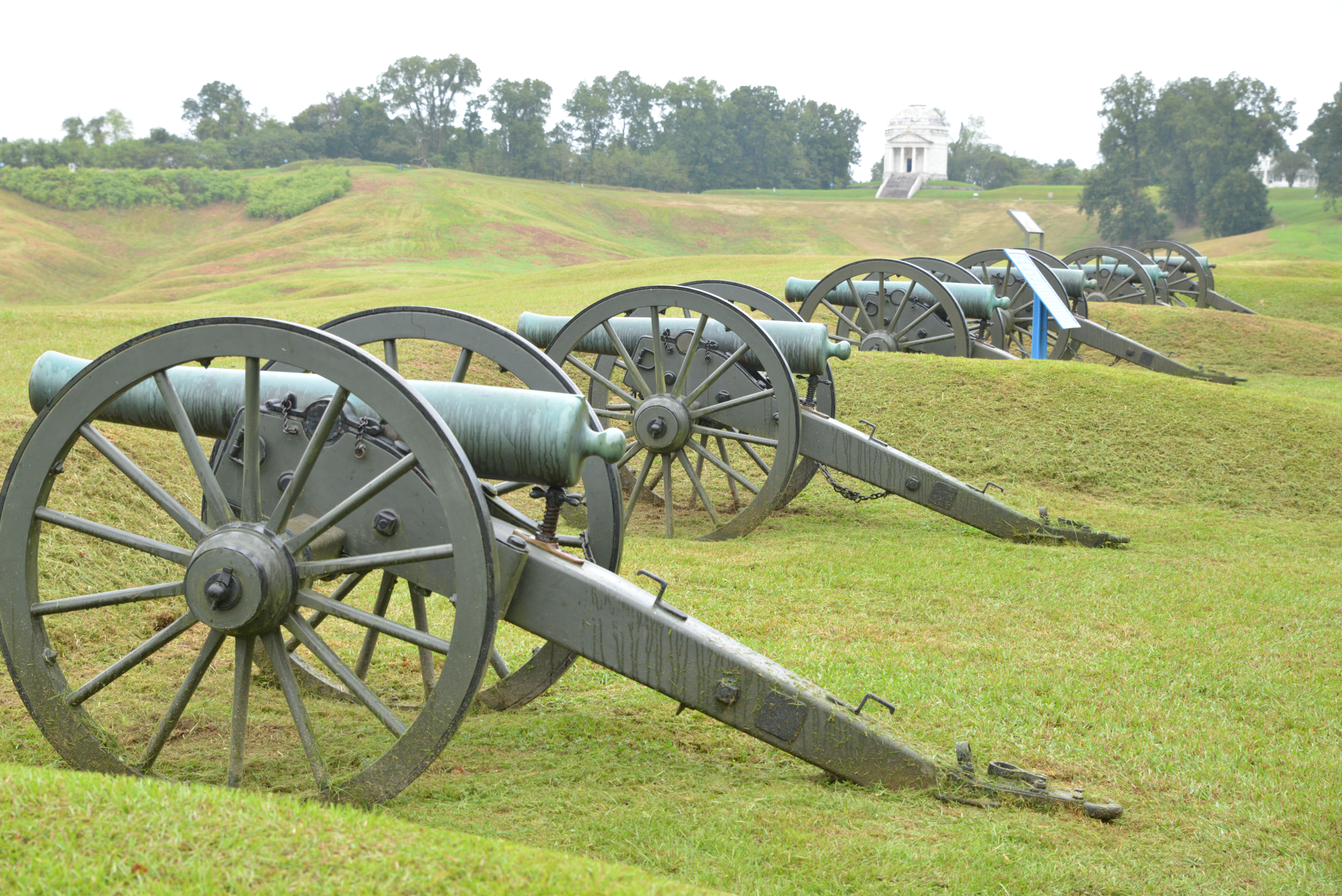
M 1857 Napoleon 12-ponds kanonnen in Vicksburg

Op 17 april beschouwde Stoneman zijn taak als afgerond en keerde zelf met de meer dan duizend krijgsgevangenen en duizenden zwarten terug naar het oosten van Tennessee. De brigade van Palmer verwoestte een week lang, soms vechtend met Geconfedereerde cavaleristen, spoorwegen in het gebied van de Catawba rivier. Door zich uit te geven voor de inmiddels zeer gevreesde Stoneman zelf konden bij Charlotte een paar honderd krijgsgevangenen worden gemaakt en de belangrijkste spoorwegbrug van de Confederatie verbrand (een overdekte brug van ruim 340 meter lang over de Catawba rivier, waar de trein over het bovenste dek reed). Ze voegden zich daarna bij de naar Asheville trekkende, en nu veel heviger plunderende, hoofdmacht onder Gillem. Rond deze stad kwam het tot meerdere gevechten met Zuidelijke troepen, voorzien van minstens vier M 1857 Napoleon kanonnen, onder generaal James Green Martin - die met Gillem in dezelfde klas had gezeten aan de West Point Academie.

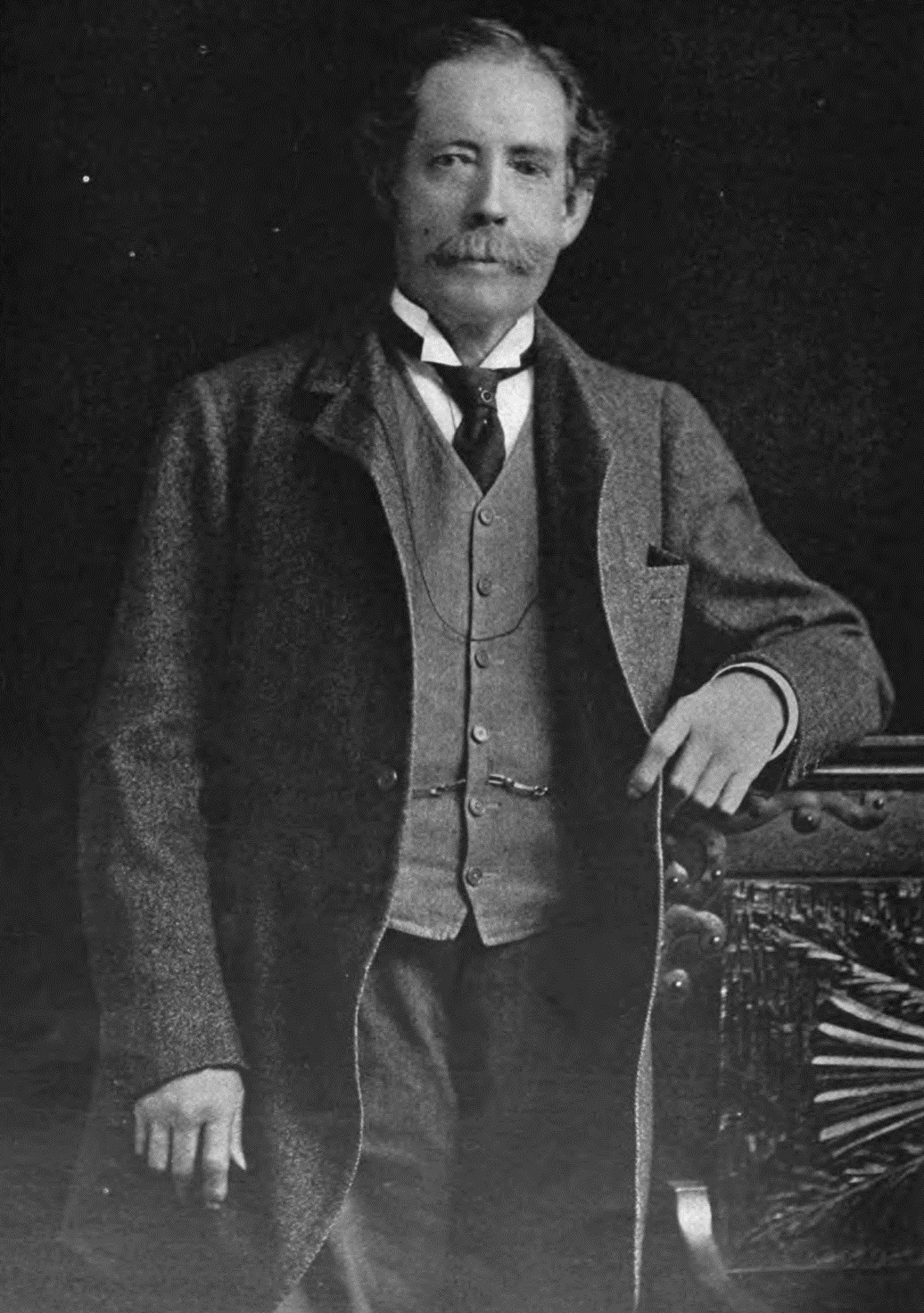
Kolonel William Jackson Palmer

Gillem probeerde de Blue Ridge Mountains over te trekken via Swannanoa Gap, maar stuitte op de pas op een enorme blokkade van omgehakte bomen en werd teruggedreven door een vijfhonderdtal leden van Thomas' Legion. De brigade van Miller voerde er verder schijnaanvallen uit terwijl Gillem met de overigen in een geforceerde mars van 110 kilometer om de troepen van Martin heen trok via Rutherfordton en over Howard's Gap, zodat ze twee dagen later alsnog bij Asheville waren.
Op die zaterdagavond 22 april vernam Martin dat Sherman en Johnston verder naar het oosten in Durham vier dagen eerder een wapenstilstand hadden getekend (die zou leiden tot de overgave van Johnston aan Sherman vier dagen later). Daarop kwamen hij en Gillem overeen dat hij diens troepen zou voorzien van 9000 rantsoenen, zodat ze naar Tennessee konden trekken zonder verder geweld te gebruiken.

Op 25 april trokken de raiders rustig en ordelijk door Asheville. Gillem zelf vertrok naar Nashville; Palmers brigade werd naar het westen gestuurd, de andere twee naar het noorden. De volgende dag kwamen deze laatsten echter totaal onverwacht, wild om zich heen schietend, Asheville opnieuw binnenvallen om de stad vervolgens hevig te plunderen. Sommige huizen werden tot driemaal toe door opeenvolgende groepen soldaten doorzocht. De reden van deze plotse ommekeer is nooit opgehelderd, maar algemeen wordt aangenomen dat deze het gevolg was van het feit dat de regering in Washington (sinds de dood van Lincoln op 15 april Andrew Johnson, maar vooral minister van Oorlog Edwin Stanton) de voorwaarden van het wapenstilstandsverdrag tussen Johnston en Sherman verwierp en opdracht had gegeven de "rebellen" tot meer inschikkelijkheid te dwingen (wat net op diezelfde dag tot een nieuwe overeenkomst in Bennett Place zou leiden).

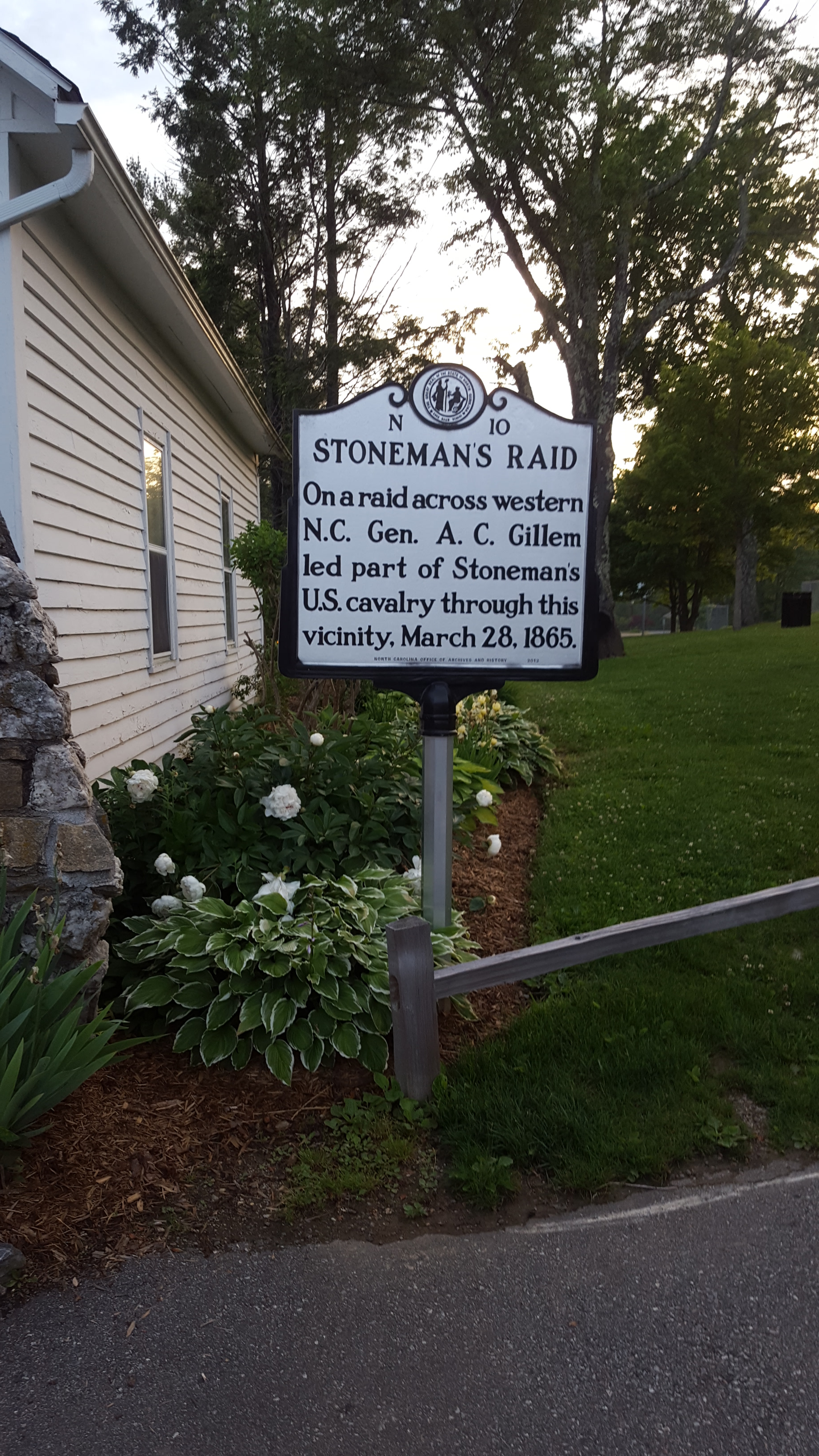
Een van de gedenktekens langs Stonemans route, in Blowing Rock

Brigadegeneraal Brown liet naar aanleiding van hun gedrag dertig officieren en een veertigtal soldaten arresteren, maar generaal Martin uitte naderhand hevige verwijten over diens laksheid en eigen gedrag, al had hij een paar dagen later een brief met excuses ontvangen van kolonel Palmer. Ook deze laatste uitte veel kritiek op het gedrag van Browns troepen, die voor een groot deel uit Home Yankees bestonden. Palmer en Stoneman hadden vaak plunderingen verboden of zelfs soldaten ter bescherming op wacht gezet bij huizen van particulieren.
Op 28 april kreeg Palmer bericht van generaal Thomas dat minister Stanton de wapenstilstand had afgekeurd en hij de negen regimenten moest inzetten bij het opsporen van de voortvluchtige Jefferson Davis, die probeerde Geconfedereerde troepen in Alabama te bereiken om daarmee de oorlog voort te zetten. Stonemans raid eindigde die dag met Palmers vertrek naar South Carolina en Georgia.

## Historische betekenis
Door Stonemans Raid van 1865 waren aanzienlijke delen in het spoorwegnetwerk van de Virginia and Tennessee Railroad, de North Carolina Railroad en de Piedmont Railroad onbruikbaar gemaakt.
Het besef in westelijke richting geen troepen meer te kunnen verplaatsen kan bijgedragen hebben aan Lee’s beslissing om zich over te geven op 9 april. Lee was in de nacht van 2 op 3 april vanuit Richmond in de richting van Lynchburg vertrokken in de hoop met Johnston een sterker leger te kunnen gaan vormen, maar zijn troepen raakten steeds meer gedemoraliseed en uitgehongerd.
Toen Lee en zijn manschappen op 4 april aankwamen bij Amelia Court House moest hij vaststellen dat de 80.000 rantsoenen, die hij er per trein vanuit Danville verwachtte, niet waren aangekomen, waarna ze wanhopig in de omgeving voedsel probeerden te verzamelen; veel levensmiddelen lagen in Salisbury (en Danville) opgestapeld en tot vlak voor Stonemans aankomst op 12 april vertrokken er van daaruit nog treinen naar het noordoosten (waar hij veel spoorwegen onbruikbaar had gemaakt) en zuiden.
Sherman was van mening dat de cavalerieraids van Stoneman, Wilson en nog anderen (hij was ten tijde daarvan zelf intussen opgerukt in het oosten van South Carolina) de genadeslag hadden gevormd voor de Confederatie, maar niet iedereen kwam tot die conclusie: met name de latere president Grant uitte zich achteraf vrij bitter over de operatie. Hij was van mening dat deze geen doorslaggevende invloed meer had gehad op het verloop van de oorlog en de naoorlogse restauratie van het gebied ernstig had bemoeilijkt.
Veel inwoners van de betreffende staten werden door de raid pas voor het eerst van dichtbij met de oorlog geconfronteerd.
De herinnering aan de raid is vastgelegd in de plaatselijke folklore en in het vooral door Joan Baez bekend geworden nummer van The Band "The Night They Drove Old Dixie Down".

## Trivia
- Bij zijn studie aan de West Point Academy (1842-1846) had Stoneman als kamergenoot de latere Zuidelijke generaal Thomas "Stonewall" Jackson.[41]

## Galerij

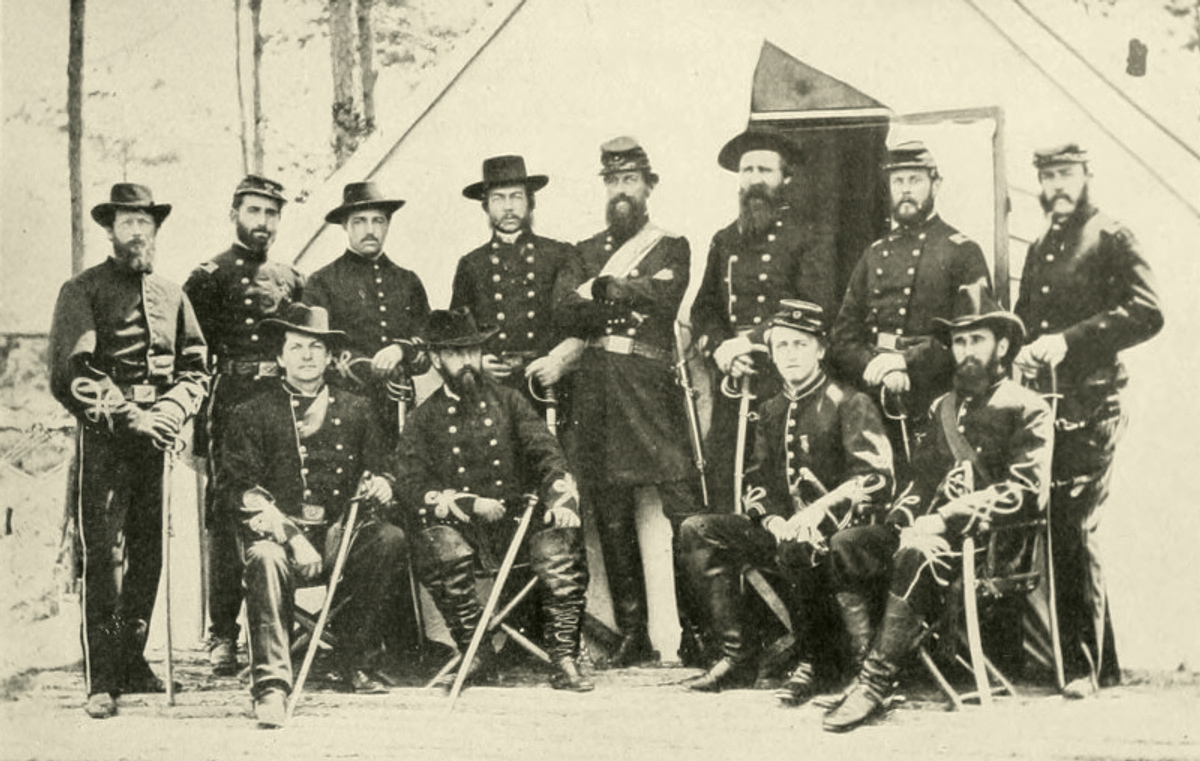
Stoneman en zijn staf in 1863
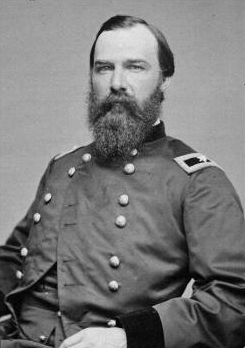
Generaal Alvan Cullem Gillem
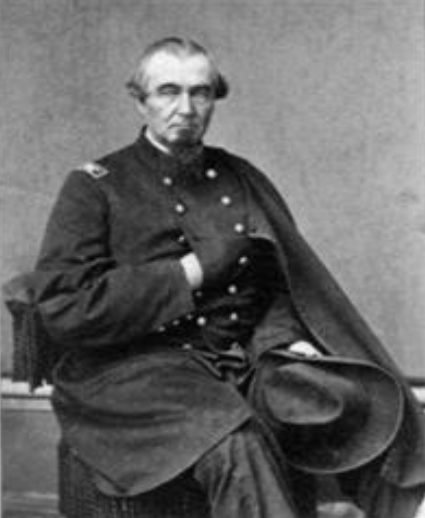
Brigadegeneraal Simeon Batcheldor Brown
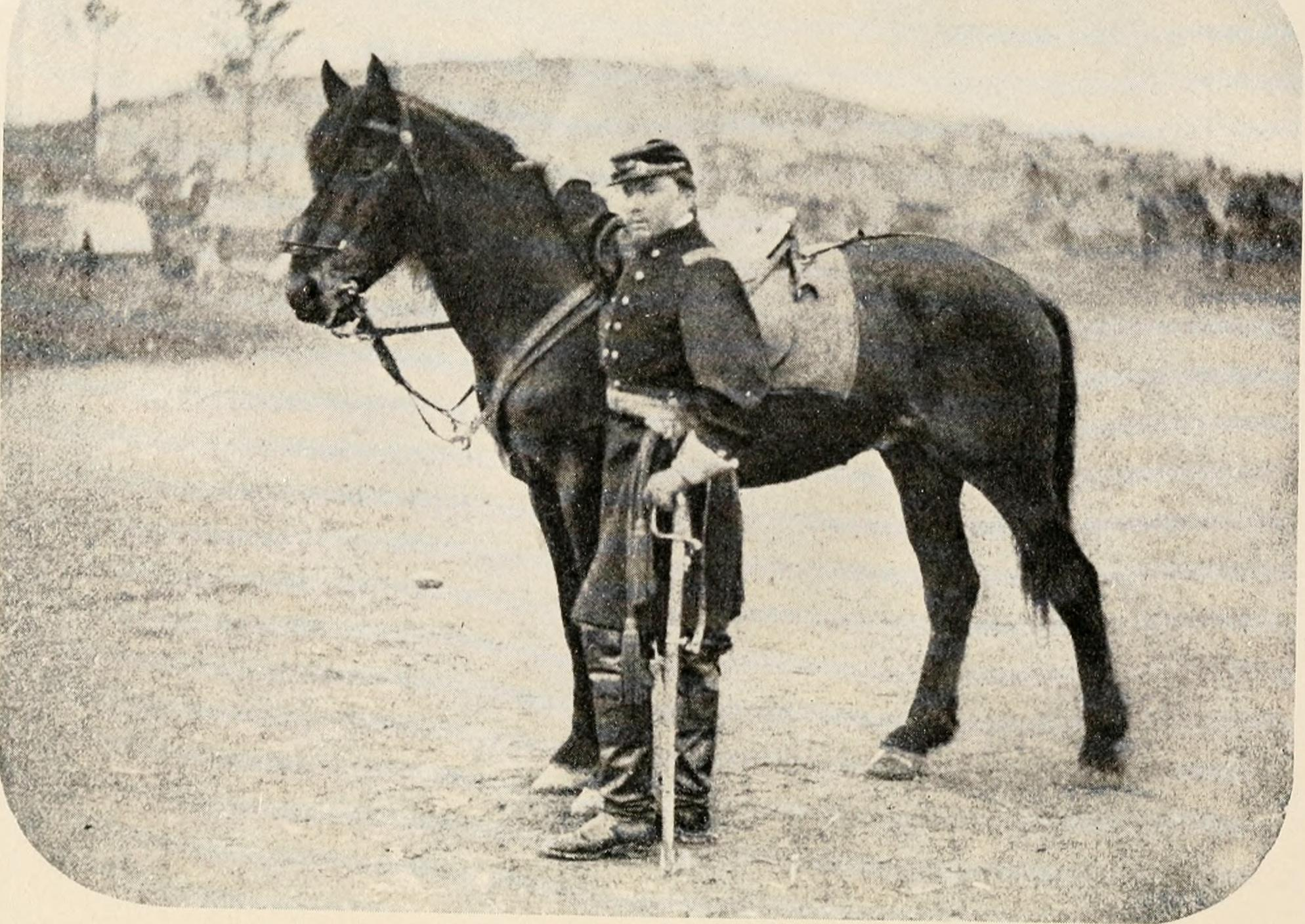
Cavalerist van de Unie
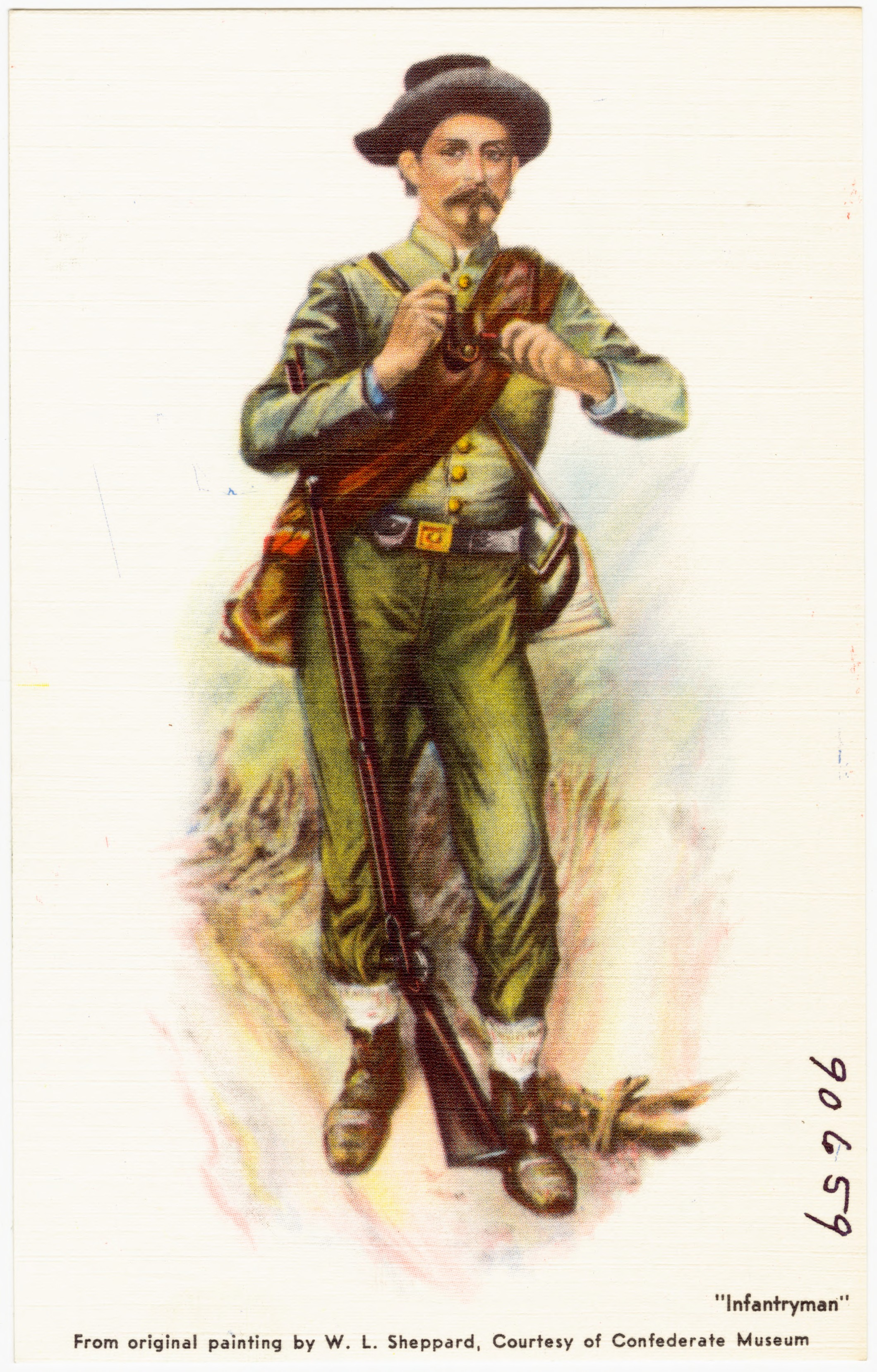
Geconfedereerde infanterist, naar schilderij van Willam Ludwell Sheppard
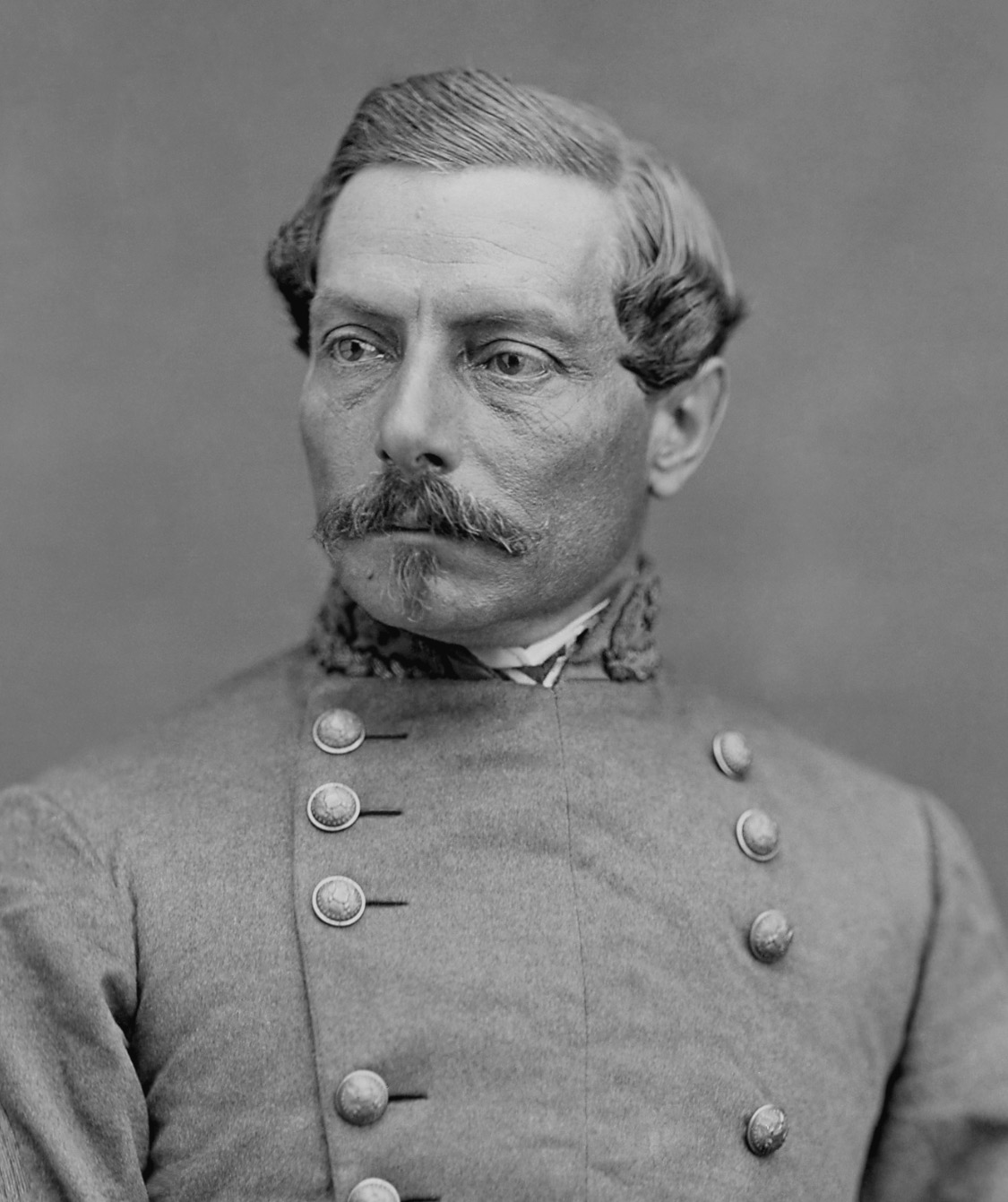
Generaal Pierre Gustave Toutant Beauregard
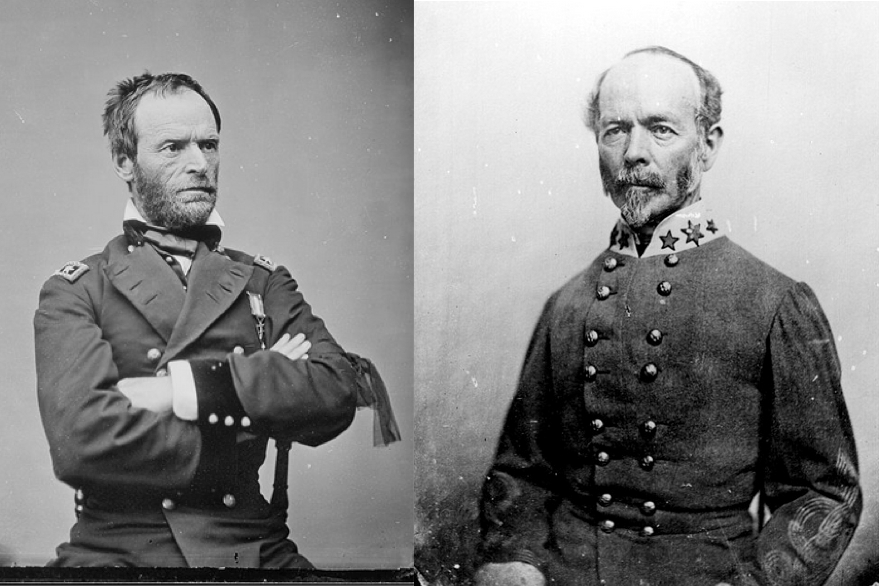
Generaals William Tecumseh Sherman en Joseph Eggleston Johnston
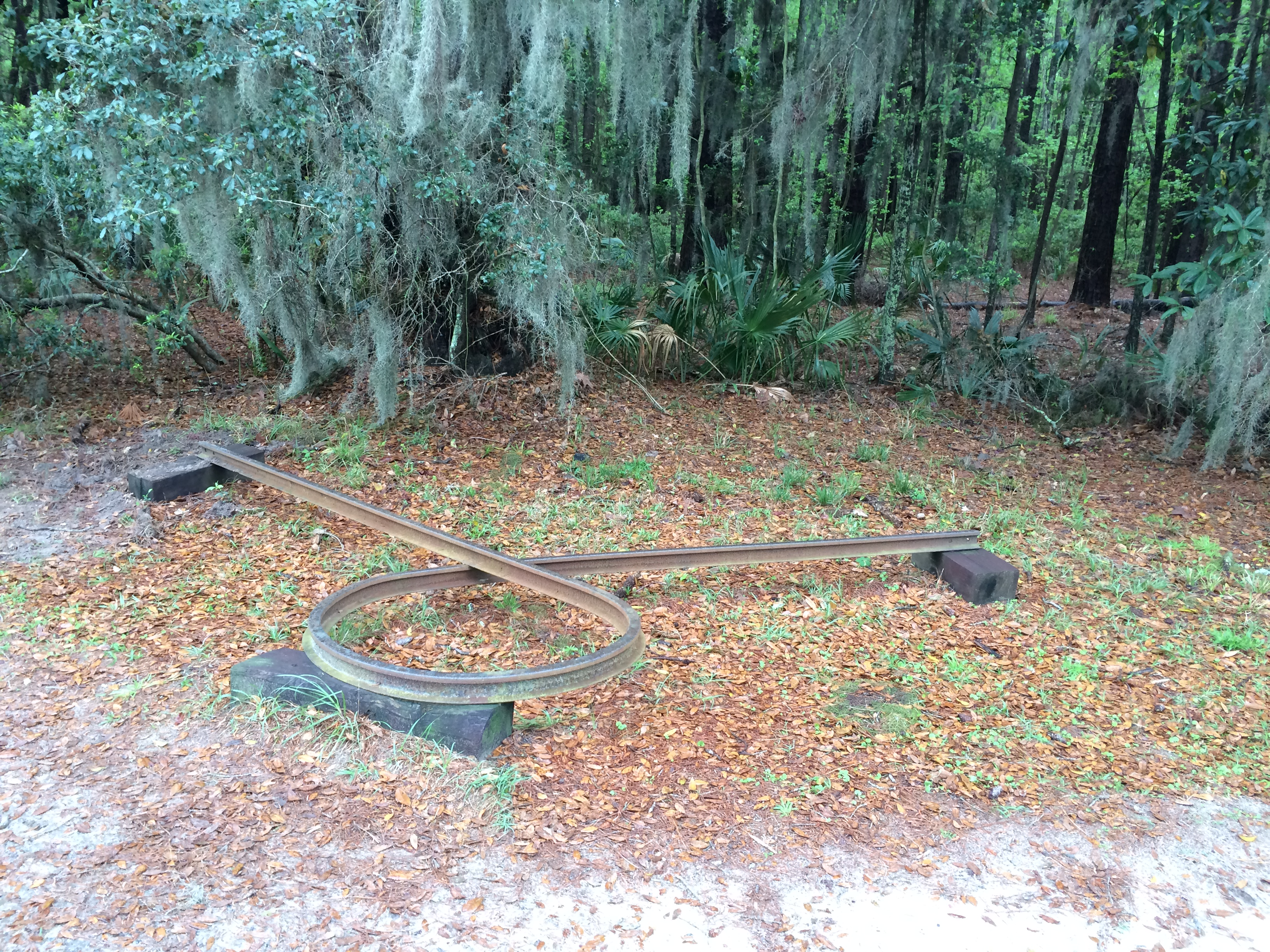
Door de Unie toegepaste "Shermans stropdas": verhitten en ombuigen van de rails vereiste hersmeden ervan
Vlag van de Verenigde Staten (1863-1865) met 35 sterren voor het aantal staten
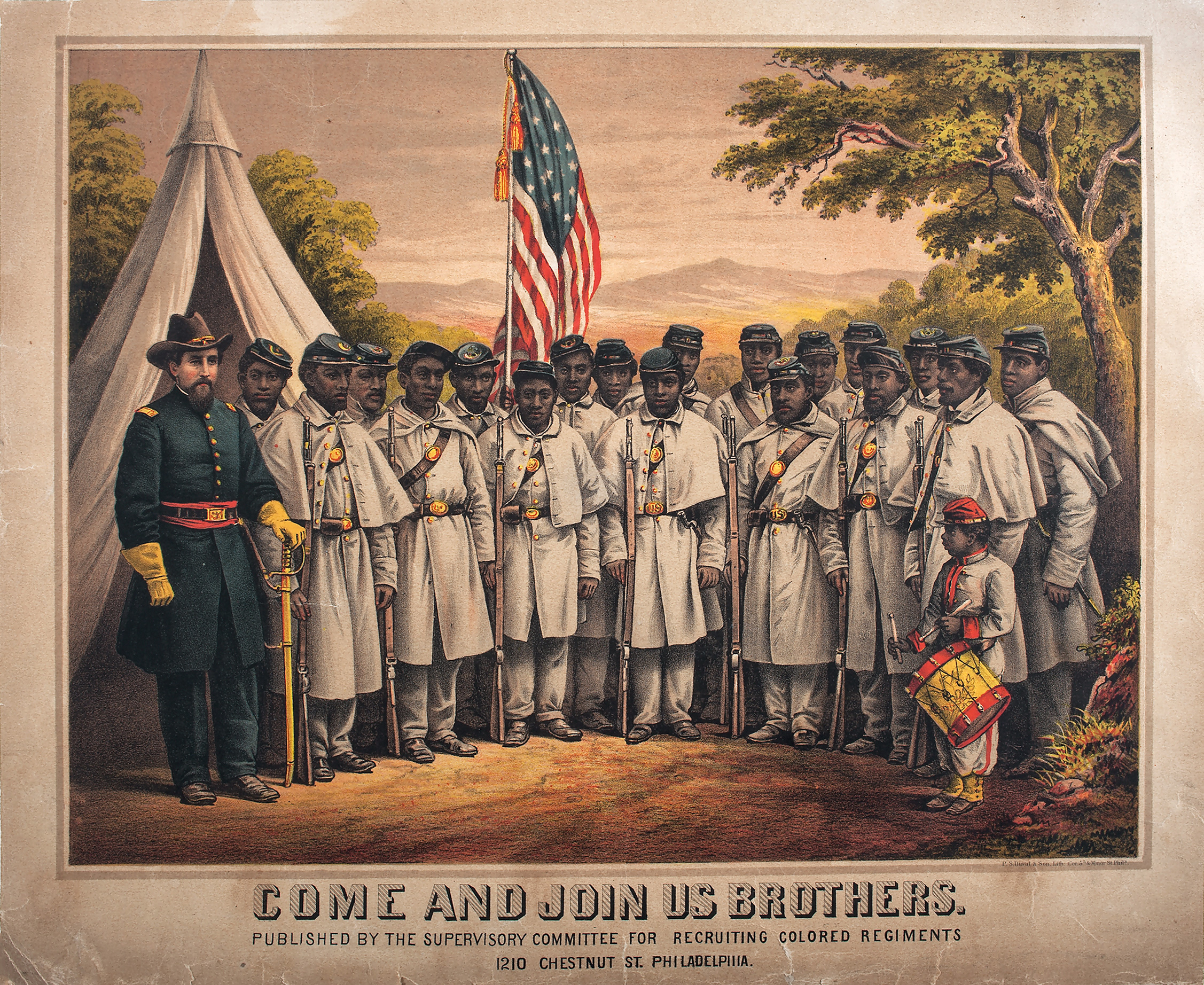
Werving van Afro-Amerikaanse soldaten door de Unie
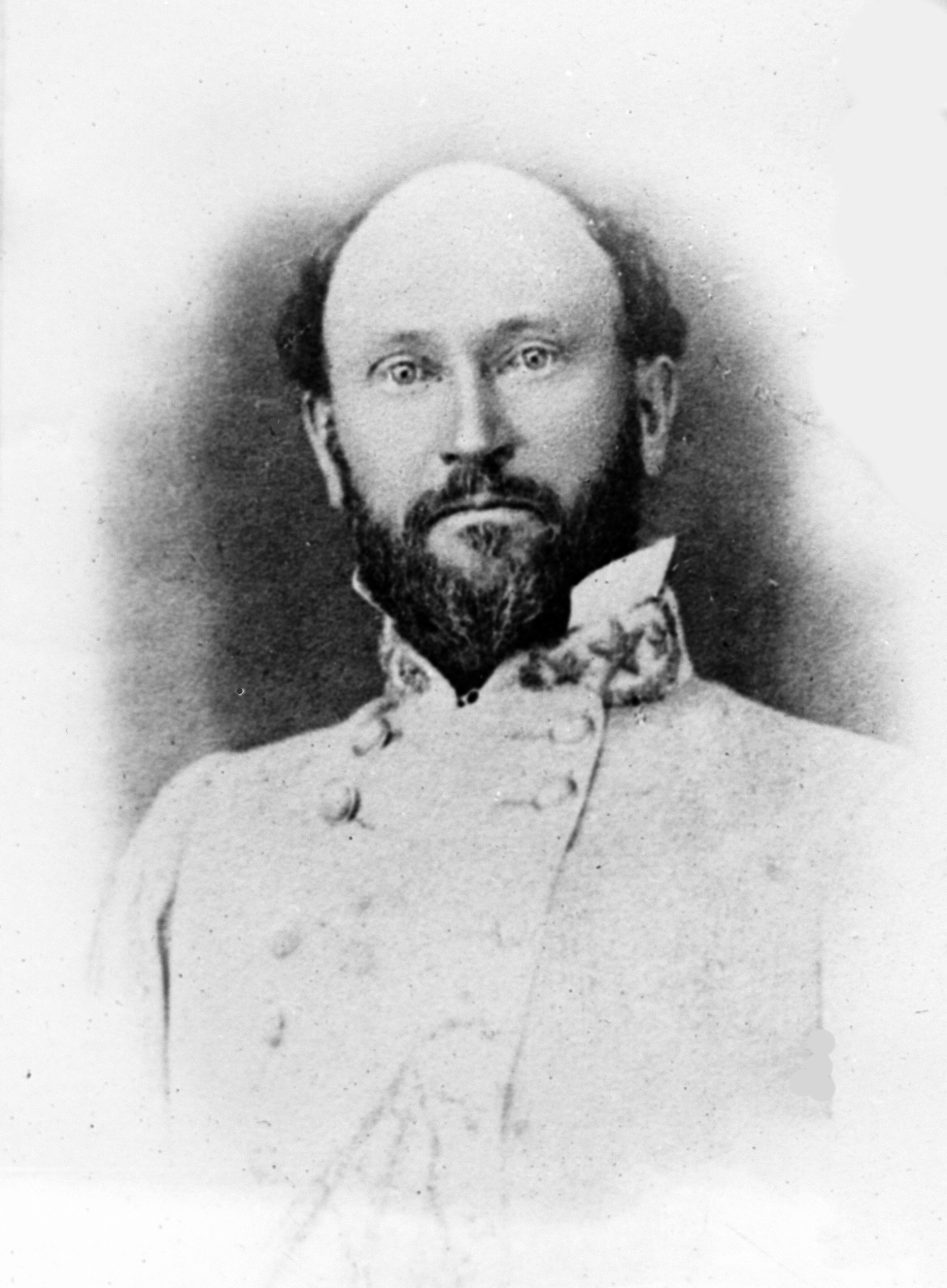
Generaal James Green Martin